# General Levy
General Levy, pseudonimo di Paul Levy (Londra, 28 aprile 1971), è un musicista britannico.

## Biografia
Ha collaborato con artisti quali Chaka Demus & Pliers, Buju Banton e Capleton. Con quest'ultimo vi è stata una collaborazione per l'incisione dell'album ‘Double Trouble’.
Nella realtà musicale italiana, collabora con i 99 posse, con cui registra Some say this some say that.
Viene alla ribalta con il brano Mr Increbible, che viene a far parte della colonna sonora del film Ali G Indahouse.

## Discografia

### Album
- 1991 - Double Trouble
- 1992 - The Wickeder General
- 1993 - Wickedness Increase
- 1994 - Rumble in the Jungle Volume One
- 1999 - New Breed
- 2008 - Spirit & Faith
- 2011 - We Progressive
- 2012 - In the Chamber of Dub
- 2014 - 4ward

### Singoli
- 1993 - "Monkey Man"
- 1994 - "Incredible"
- 1994 - "Incredible" (Remix)
- 2004 - "Shake (What Ya Mama Gave Ya)"
- 2007 - "Bring It On" (Dancehall Party Riddim)
- 2012 - "Blaze the fire"